# Shinchokusen wakashū
Le Shinchokusen wakashū (新勅撰和歌集), Nouvelle collection impériale), abrégé en Shinchokusenshū, est une anthologie impériale de poésie japonaise de genre waka, initialement compilée vers 1234 à la demande de l'empereur retiré Go-Horikawa. La compilation a été réalisée par Fujiwara no Teika (1162-1241), qui en a également écrit la préface en japonais. La collection comprend 20 volumes contenant 1 376 poèmes. Miner et Brower remarquent que « la collection reflète la préférence dernière de Teika pour la poésie d'un style relativement sobre et simple ». Ce sentiment reflète fidèlement sa sélection conservatrice, choisissant 47 poèmes de Fujiwara no Ietaka, 36 de Fujiwara no Yoshitsune, les 35 de Fujiwara no Shunzei, avec 30 de Saionji Kintsune et 27 du prêtre Jakuren.

## Poètes présents
- Prince Dōjo